# Gérald Fabre
Pour les articles homonymes, voir Fabre.
Pas d'image ? Cliquez ici

a Compétitions nationales et continentales officielles uniquement.

Gérald Fabre, né le 6 ou le 8 mai 1974 selon les sources, est un joueur français de rugby à XV évoluant au poste d'ailier. Il se reconvertit ensuite en tant qu'entraîneur.

## Biographie

### Carrière de joueur
Après avoir porté le maillot de l'US Montauban, il s'engage avec le CA Brive. Le 25 janvier 1997, il joue avec le CA Brive la finale de la Coupe d'Europe à l'Arms Park de Cardiff face aux Leicester Tigers ; les Brivistes s'imposent 28 à 9.
Il joue par la suite pour les clubs du SU Agen en 1998-1999, du Castres olympique en 1999-2000, de l'US Dax l'année suivante, avant de rejoindre le Tarbes PR en 2001. Plus tard, il évolue avec l'UA Gaillac.
Après une année d'interruption dans sa carrière de joueur en 2009-2010, et domiciliant à Gaillac, il finit sa carrière au sein du SC L'Honor-de-Cos,.

### Carrière d'entraîneur
Après sa carrière de joueur, Fabre se reconvertit en tant qu'entraîneur.
En Fédérale 3, il entraîne le RC St-Sulpice, l'UA Gaillac, ou encore le SC L'Honor-de-Cos.
Lors de la saison 2017-2018, il entraîne le CA Castelsarrasin évoluant alors en Fédérale 2.

## Palmarès
Avec le CA Brive
- Coupe d'Europe de rugby à XV :
  - Vainqueur (1) : 1997
  - Finaliste (1) : 1998[Note 1]

Avec le Tarbes Pyrénées rugby
- Championnat de France de Pro D2 :
  - Vice-champion (1) : 2003

Avec l'UA Gaillac
- Championnat de France de 1re division fédérale :
  - Champion (1) : 2006